# Кодзима, Хироми
Хироми Кодзима (яп. 小島 宏美 Кодзима Хироми, род. 12 декабря 1977, Ногата, Фукуока) — японский футболист.

## Карьера
На протяжении своей футбольной карьеры выступал за клубы «Гамба Осака», «Консадоле Саппоро», «Омия Ардия», «Оита Тринита», «Виссел Кобе», «Гифу».

## Национальная сборная
В 2000 году сыграл за национальную сборную Японии 1 матч, против сборной Республики Корея.

## Статистика за сборную
| Сборная Японии | Сборная Японии | Сборная Японии |
| Год            | Матчи          | Голы           |
| -------------- | -------------- | -------------- |
| 2000           | 1              | 0              |
| Итого          | 1              | 0              |